# ماريو ريغييرو
ماريو إغناسيو ريغيرو بينتوس (بالإسبانية: Mario Ignacio Regueiro)، من مواليد 14 سبتمبر 1978 في مونتفيديو في الأوروغواي، لاعب كرة قدم أوروجوياني.
بدأ مسيرته الكروية مع نادي كيرو في موسم 1996/1997، وفي عام 1997 انتقل إلى نادي ناسيونال، ولعب معهم حتى عام 2000، وفي عام 2000 انتقل إلى نادي ريسنغ سانتاندر الإسباني، ولعب معهم حتى عام 2005، وشارك معهم في 114 مباراة وسجل 21 هدف، ومنذ عام 2005 وهو يلعب مع نادي فالنسيا الإسباني.
و هو يلعب مع منتخب أوروغواي لكرة القدم.

## مسيرته الكروية
لعب ماريو ريغييرو خلال مسيرته الاحترافية مع 9 أندية في واحد وعشرون موسمًا وسجل خلالها 94 هدفًا ضمن 481 مباراة. ولم يفز بأي موسم بالكأس وفاز في موسمين بالدوري.
خاض ماريو ريغييرو مسيرته مع نادي سيرو في عامي 1996-1998 في المرة الأولى ولمدة موسمين ثم في موسم 2014–15 لمدة موسم واحد، مشاركًا طوالها في 67 مباراة سجل خلالها 16 هدفًا. ثم انتقل إلى نادي ناسيونال مونتيفيديو في موسم 1998 في المرة الأولى واستمر معه طيلة ثلاثة مواسم ثم في موسم 2009–10 لمدة موسم واحد، حيث شارك طوالها في 82 مباراة سجل خلالها 24 هدفًا. لينتقل بعدها إلى نادي راسينغ سانتاندير في موسم 2000–01 ليلعب معه خمسة مواسم، مشاركًا في 141 مباراة سجل خلالها 23 هدفًا. ثم انتقل إلى نادي فالنسيا في موسم 2005–06 ولمدة موسمين، مشاركًا في 37 مباراة سجل خلالها 3 أهداف. هذا وانتقل لاحقًا إلى نادي ريال مورسيا في موسم 2007–08 لمدة موسم واحد، مشاركًا في 23 مباراة سجل خلالها هدفًا واحدًا. ثم انتقل بعدها إلى نادي أريس تسالونيكي في موسم 2008–09 لمدة موسم واحد، مشاركًا في 23 مباراة سجل خلالها 3 أهداف. ليعود وينتقل من جديد، لكن هذه المرة إلى نادي لانوس في موسم 2010–11 واستمر معه طيلة ثلاثة مواسم، مشاركًا في 96 مباراة سجل خلالها 23 هدفًا. لينتقل بعدها إلى نادي ديفينسور سبورتينغ في موسم 2013–14 لمدة موسم واحد، مشاركًا في 4 مباريات سجل خلالها هدفًا واحدًا.

## روابط خارجية
- ماريو ريغييرو على موقع الاتحاد الدولي (مؤرشف)  (الإنجليزية)
- ماريو ريغييرو على موقع الاتحاد الأوربي (الإنجليزية)
- ماريو ريغييرو على موقع إي إس بي إن إف سي (الإنجليزية)
- ماريو ريغييرو على موقع قاعدة بيانات كرة القدم.إي يو (الإنجليزية)
- ماريو ريغييرو على موقع ناشيونال فوتبول تيمز (الإنجليزية)
- ماريو ريغييرو على موقع Soccerway.com (الإنجليزية)
- ماريو ريغييرو على موقع عالم كرة القدم.نت (الإنجليزية)
- ماريو ريغييرو على موقع كووورة